# بیمرغ
در شهرستان گناباد که در ۲۵ کیلومتری شمال شرق مرکز آن شهرستان واقع است. بر طبق سرشماری سال ۱۳۸۵ جمعیت آن تقریباً ۹۷۳ نفر است.
برخی از مورخین آنرا بویمرغ نوشته‌اند. 
در این روستا زیارتگاهی هست که احتمالاً مدفن یکی از پسران موسی بن جعفرموسی بن جعفر می‌باشد.تاریخ ساخته شدن این بنا معلوم نیست، ولی سنگ قبری در آنجا موجود است که سال ۱۰۵۳ را نشان می‌دهد و بیانگر این مطلب است که مقارن حکومت صفویه در آنجا بنایی وجود داشته‌است. 
دو تن از بزرگان آن دیار قطب الدین میرحاج عارف  شاعر عصر تیموری و محمد قاسم میرزا  (قاسمی بیمرغی گنابادی) در قرن دهم می‌باشند.
یکی از ویژه گیهای این روستا، آزادی نسبی بود که در روزهای نخست بهار به خانمها داده می‌شد . و آنها می‌توانستند در دشت و صحرا به رقص و پایکوبی بپردازند 
این روستا پس از زلزله کاخک، وخطر تخریب بدلیل فرسودگی، همچنین قرار داشتن در مسیر سیلاب در محل جدیدی به فاصله یک کیلومتر تجدید بنا شدکه مردم محلی آن را (نوسازی) می نامند؛همچنین به روستای تخریب شده دی کهنه (گویش محلی ) می گویند.در گذشته به دلیل وجود افغانی در دی کهنه به تصمیم شورای روستا دی کهنه تخریب شد 
اینستاگرام روستا: لینک